# Spermacoce neesiana
Spermacoce neesiana är en måreväxtart som beskrevs av Schult.. Spermacoce neesiana ingår i släktet Spermacoce och familjen måreväxter. Inga underarter finns listade i Catalogue of Life.